# Anisadenia
Anisadenia – rodzaj roślin z rodziny lnowatych (Linaceae). Obejmuje dwa gatunki. Rośliny te występują w południowo-wschodniej Azji (Himalaje, południowe Chiny i Półwysep Indochiński).

## Morfologia
PokrójByliny o pędach nagich (A. saxatilis) lub owłosionych (A. pubescens).
LiścieSkupione w dolnej części pędu (A. pubescens) lub w górnej części (A. saxatilis). Naprzemianległe, pojedyncze; blaszka liściowa skórzasta lub cienka, całobrzega lub ząbkowana. Przylistki szydlaste, asymetryczne.
KwiatyZebrane w szczytowe, kłosopodobne grona. Obupłciowe kwiaty wsparte są dwiema szydlastymi przysadkami. Działki kielicha w liczbie 5; zewnętrzne trzy działki z rozpostartymi szczecinkami zakończonymi gruczołami; wewnętrzne dwie działki ogruczolone. Płatki korony w liczbie 5, skręcone, nietrwałe, z paznokciem. Pręciki w liczbie 5, z nitkami zrośniętymi u nasady. Prątniczki w liczbie 5, wyrastają naprzemiennie z pręcikami. Zalążnia trójkomorowa, z dwoma zalążkami w każdej z komór. Szyjki słupka trzy.
OwoceTorebki jednonasienne, otoczone trwałymi działkami. Nasiona podłużne z zielonym zarodkiem.

## Systematyka
Pozycja systematyczna
Jeden z 8 rodzajów podrodziny Linoideae w obrębie rodziny lnowate (Linaceae).
Wykaz gatunków
- Anisadenia pubescens Griff.
- Anisadenia saxatilis Wall. ex Meisn.